# Bérardie de Baird
Berardius bairdii
Espèce
Statut de conservation UICN

 DD  : Données insuffisantes
Répartition géographique
Statut CITES
Synonymes
- Berardius bairdi bairdi Hershkovitz, 1966[1]
- Berardius bairdi Omura, Fujino & Kimura, 1955[1]
- Berardius bairdi[2]
- Berardius vegaae Trouessart, 1904[1]
- Berardius vegae (Malm, 1883)[2]
- Berardius vegae Malm, 1883[1] [3]
- Berardius vegana Bourdelle & Grasse, 1955[1]

La bérardie de Baird (Berardius bairdii) est une espèce de baleines à bec du genre Berardius. Elle a été décrite par Leonhard Hess Stejneger en 1883 à partir d’un spécimen trouvé en mer de Béring. Il l’a nommé en hommage à Spencer Fullerton Baird, un ancien secrétaire de la Smithsonian Institution.

## Description et caractéristiques
La bérardie de Baird est extrêmement similaire à la bérardie d’Arnoux. Les caractères communs aux deux espèces sont décrits sur la page du genre Berardius. La bérardie de Baird est toutefois légèrement plus grande, avec une longueur pouvant atteindre les 13 mètres - ce qui en fait le deuxième prédateur denté le plus massif au monde, derrière le cachalot. Les femelles sont plus grandes que les mâles, et approche la taille d'un cachalot femelle. Elle pèse de 10 à 11 tonnes. 

Comparaison de la taille de la bérardie de Baird avec un humain.

## Habitat et répartition
Elle vit dans l’océan Pacifique nord, la mer du Japon et le sud de la mer d'Okhotsk. On la trouve aussi loin au nord que la mer de Béring et au sud jusqu’à la Basse-Californie et les îles méridionales du Japon.
On estime ses populations de 10 000 à 30 000 individus. 

## Mode de vie
Les baleines à bec se déplacent en petits groupes étroitement liés de 3 à 10 individus, des groupes de 50 étant observés dans des circonstances exceptionnelles.
Pour se nourrir, ces baleines disposent dans la gorge d'un système capable de créer un puissant effet de succion, aspirant ainsi les proies. Elles se nourrissent de calmars, de poissons profonds et de pélagiques : sardines, balaous et maquereaux. 
Les deux sexes disposent de dents qui dépassent du bec, et qui semblent utilisées lors de combats. 

## Relation aux humains
Au XXe siècle, la bérardie de Baird a été chassée tout d’abord par le Japon et dans une moindre mesure par l’Union des républiques socialistes soviétiques et les États-Unis. Les Soviétiques déclarent avoir tué 176 individus avant d’arrêter la chasse en 1974 ; les Canadiens et les Américains 60 avant 1966. Les Japonais en ont attrapé environ 4 000 avant le moratoire sur la chasse à la baleine de 1986. Selon les termes du moratoire, un quota de 62 animaux est tué annuellement à des fins de recherches scientifiques, la viande étant vendue sur des marchés locaux. On estime que l’espèce n’est pas menacée par ce niveau de prélèvement.
Les deux tiers des animaux pris sont des mâles, en dépit du fait que les femelles sont sensiblement plus grandes et constituent donc des cibles privilégiées pour les baleiniers.